# José María Reina Barrios
José María de Jesús Reina Barrios (San Marcos, San Marcos, Guatemala, 24 de diciembre de 1854-Ciudad de Guatemala, 8 de febrero de 1898) fue Presidente de Guatemala del 15 de marzo de 1892 al 8 de febrero de 1898. Era apodado Reinita o don Chemita por su baja estatura. Políticamente era uno de los moderados del Partido Liberal de Guatemala. A la edad de 14 años huyó de su casa para enlistarse en las filas de los rebeldes quienes se organizaban en Tapachula, listos para atacar al presidente conservador de Guatemala, Mariscal Vicente Cerna. Al mando de su tío lejano Justo Rufino Barrios, fue redoblante de las fuerzas revolucionarias que derrocaron a Cerna el 30 de junio de 1871. Tras el colapso económico de Guatemala en 1897 provocado por la caída internacional del los precios del café y de la plata y del uso excesivo del erario nacional para embellecer la Ciudad de Guatemala, realizar la Exposición Centroamericana y construir los ferrocarriles del Norte y de Iztapa enfrentó revueltas y finalmente fue asesinado.

## Biografía

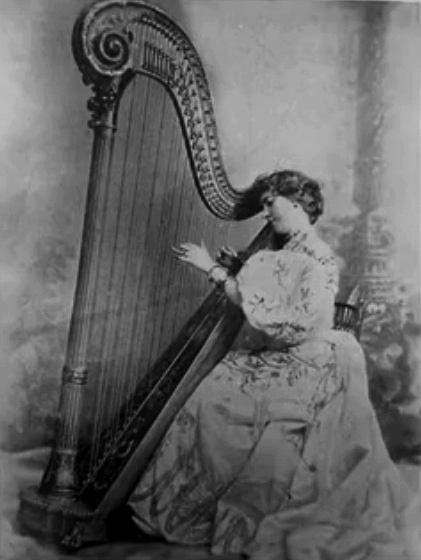
Argelia Benton, esposa de José María Reina Barrios, tocando el arpa. Benton se casó con Reina Barrios el 17 de mayo de 1886, en el consulado de Guatemala en Nueva York, cuyo cónsul era Enrique Toriello. Fotografía de Alberto G. Valdeavellano.

Se inició en la vida militar en 1866, tras la muerte del presidente vitalicio general Rafael Carrera, se dieron los primeros movimientos liberales en el occidente de Guatemala, lideradas por el entonces Coronel Justo Rufino Barrios. Participó en la toma del Cuartel de San Marcos por lo que fue perseguido por fuerzas del gobierno del Mariscal Vicente Cerna, viéndose obligado a exilarse en la porción mexicana de Soconusco, Chiapas. En 1867 y 1868 ingresó al territorio guatemalteco con los revolucionarios liberales que fueron completamente derrotados, y tuvo que huir a Tapachula, de donde pudo retornar por un salvoconducto del gobierno del Mariscal Cerna. En abril de 1871, abandonó los estudios y huyó de su hogar para unirse a las fuerzas de Miguel García Granados y Justo Rufino Barrios, alcanzándolos en la aldea Serchil, donde se incorporó al ejército como soldado raso.
El 14 de mayo de 1871 participó en la Batalla de Retalhuleu, donde fueron heridos tanto su padre como el comandante teniente Basilio Arroyave, comisionándolo para evacuarlos a Tapachula; se reincorporó a las tropas el 20 de junio en Tierra Blanca, Totonicapán, donde se batió al lado de Barrios, y donde debido a su valiente desempeño se le ascendió al grado de sargento primero. El 29 de junio de 1871, tomó parte activa en la batalla de San Lucas y formó parte del desfile triunfal que ingresó a la Ciudad de Guatemala al día siguiente. Por sus méritos en la campaña de 1871, se le otorgó el grado de subteniente, permaneciendo como ayudante del general Barrios hasta el mes de septiembre.
Durante su vida como civil, aprendió tipografía y participó en la del periódico El Quetzal; pero para diciembre de 1871, retornó al servicio militar en la Guarnición de San Marcos, donde un año más tarde fue nombrado ayudante del batallón, asignado a prestar servicio en la capital y se le otorgó el grado de Teniente. Cuando se le nombró ayudante mayor del batallón, pasó a prestar servicios en el Fuerte de San José en la Ciudad de Guatemala y en 1873 fue asignado nuevamente como Ayudante del general Barrios, a quien acompañó en las campañas contra los levantamientos en el oriente de Guatemala. Su
participación en esa campaña le valió el ascenso a capitán graduado, dragoneando hasta que se le hizo efectivo en 1874; luego se le nombró ayudante mayor del batallón de Línea No. 1, e ingresó como teniente–capitán a la recién fundada Escuela Militar.
En las guerras de 1876 fue uno de los jefes militares más distinguidos y asistió a Amapala a la proclamación del gobierno del doctor Marco Aurelio Soto, a quien el general Justo Rufino Barrios había colocado como presidente en Honduras -luego de que Soto fungiera como Ministro de Instrucción Pública y Relaciones Exteriores en Guatemala-. En 1878 fue jefe político de Santa Rosa y luego hasta 1881, el jefe del Batallón de Línea N.°2 de la ciudad para finalmente ser ascendido a jefe del Cuerpo de Artillería de la República de Guatemala.

### Batalla de Chalchuapa
Tras desempeñarse en los cargos ya mencionados, y ya con el grado de general de brigada, se ofreció para marchar a la frontera con El Salvador, cuando el general Barrios decretó la Unión Centroamericana en 1885; se le dio el mando de mil doscientos hombres que fueron los primeros movilizados durante dicha acción. Cuando se ocuparon posiciones cercanas a Chalchuapa el 1.º de abril, estuvo a cargo de designar la ubicación de la artillería, bombardeando eficientemente las defensas enemigas y desmontando la artillería salvadoreña, por lo que se le ordenó suspender el fuego para «no disparar a quien no se defiende».
Tras la muerte de Barrios el 2 de abril, se suspendieron las operaciones militares, y Reina Barrios se dedicó a organizar la retirada de heridos y fallecidos, además de los pertrechos de guerra, y restableció el orden en la Brigada Canales, Guardia de Honor, Batallón Salamá y todos los dispersos; conformó la línea de defensa para cubrir la retirada, acción que sin orden directa, le valió el nombramiento de mayor general del Ejército Unionista, grado con el cual retornó a Chingo, Yupiltepeque y Jutiapa, en donde también organizó la defensa ante una posible invasión.
Reina Barrios, relató, firmando con el pseudónimo Rosario Yerjabens como fueron los hechos: «El General en Jefe, Justo Rufino Barrios, dispuso, a eso de las 8 a.m. dirigir personalmente el ataque sobre el lado N.E. de "Casa Blanca" y al efecto se puso en marcha hacia aquel lugar con la Brigada Jirón, compuesta por los jalapas.  Estos soldados se comportaron de la manera más cobarde e infame.  Se cree que estaban ganados y aleccionados por miserables traidores, por esos hombres sin corazón y sin conciencia, por esos ingratos que durante mucho tiempo lamieron la mano de su bienhechor y explotaron su buen corazón y bolsa.  Desgraciadamente, un momento después de comenzar el ataque , y como a las 9 a.m. una bala enemiga le hirió mortalmente y fue retirado en el acto del campo de combate.  Este lamentable acontecimiento dio lugar para que algunos cobardes soldados de Jalapa que vieron caer al benemérito General Barrios, se retiraran del lugar del combate y divulgasen ante algunas tropas tan triste suceso.»

### Gobierno del general Barillas
El 4 de abril llegaron los vencidos a la Ciudad de Guatemala. Su capacidad y valor fueron reconocidas cuando la Asamblea Nacional lo ascendió a general de división y al cargo de subsecretario de Estado en el despacho de la Guerra. Luego, el presidente Barillas, quien temía la influencia de Reina Barrios por su gran prestigio militar y por ser pariente directo del fallecido Justo Rufino Barrios, lo nombró Cónsul de Guatemala en Berlín, pero cuando llegó a Europa, el Cónsul en Francia le informó que sus credenciales le habían sido retiradas durante la travesía y prácticamente lo desalojó del consulado. Reina Barrios regresó a Estados Unidos, donde conoció a su futura esposa Argelia Brenton, quien tenía 17 años, procedía una familia distinguida de Virginia, y trabajaba como vedette en Nueva Orleans, Luisiana. Durante estos viajes Reina Barrios aprendió a hablar con propiedad el inglés y francés y a escribir correctamente el alemán. En 1887, tras regresar a Guatemala, asumió la Vicepresidencia de la Asamblea Nacional Legislativa y posteriormente en 1889, fue encarcelado por el gobierno del presidente Barillas por su supuesta participación en los movimientos revolucionarios de Mataquescuintla, hasta que el Consejo Superior de Guerra decretó su libertad al comprobarse su inocencia; mientras estuvo en prisión, su esposa Argelia Benton tuvo que solicitar ayuda al ministro Antonio Batres Jáuregui para poderle llevar alimentos a Reina Barrios.
Tras esta situación se expatrió voluntariamente a Estados Unidos; cuando se produjo la «primera guerra del Totoposte» en diciembre de 1891 tras el golpe de Estado de los Ezetas en El Salvador, retornó a Guatemala para colaborar con el ejército, pero la paz ya había sido firmada con El Salvador sin haberse iniciado las hostilidades. Al iniciarse la contienda presidencial manifestó al general Barillas que cuidaría de él y no lo perseguiría judicialmente cuando este dejara la presidencia.

## Gobierno
Reina Barrios tomó posesión del Gobierno de Guatemala el 15 de marzo de 1892 en una fastuosa ceremonia que incluyó bandas y marimbas y aprovechó el alumbrado eléctrico de la plaza central que había instalado Barillas. Y su primer acto oficial fue despedir al cónsul guatemalteco en Francia, por la treta que le había jugado pocos años antes. Durante sus primeros años su gobierno se caracterizó por ser progresistas y generoso, y por otorgar libertades en los organismos del estado que nunca habían existido en el país: hubo un congreso que no estaba supeditado al presidente y los jueces no eran venales. Trabajó por asegurar las menos controvertidas de las reformas del presidente Justo Rufino Barrios y también hubo libertad de prensa.
| En la enseñanza el gobierno del General Reina Barrios es de los que mejores ejecutorias puede mostrar. Sólo que el general Reina Barrios, al final, inducido por los elementos incapaces que lo rodearon a las últimas, hasta decretó el cierre de las escuelas, refrendando tan inusitada disposición don Mariano Cruz, como Ministro del ramo. En aquellos días angustiosos, muchos espíritus nobles fundaron de un día para otro, las bases de una Universidad Popular, que llenara los vacíos obligados por la disposición oficial. —Tomado del artículo de Hernández de León, F.: El capítulo de las efemérides Diario La Hora 22 de abril de 1959. |

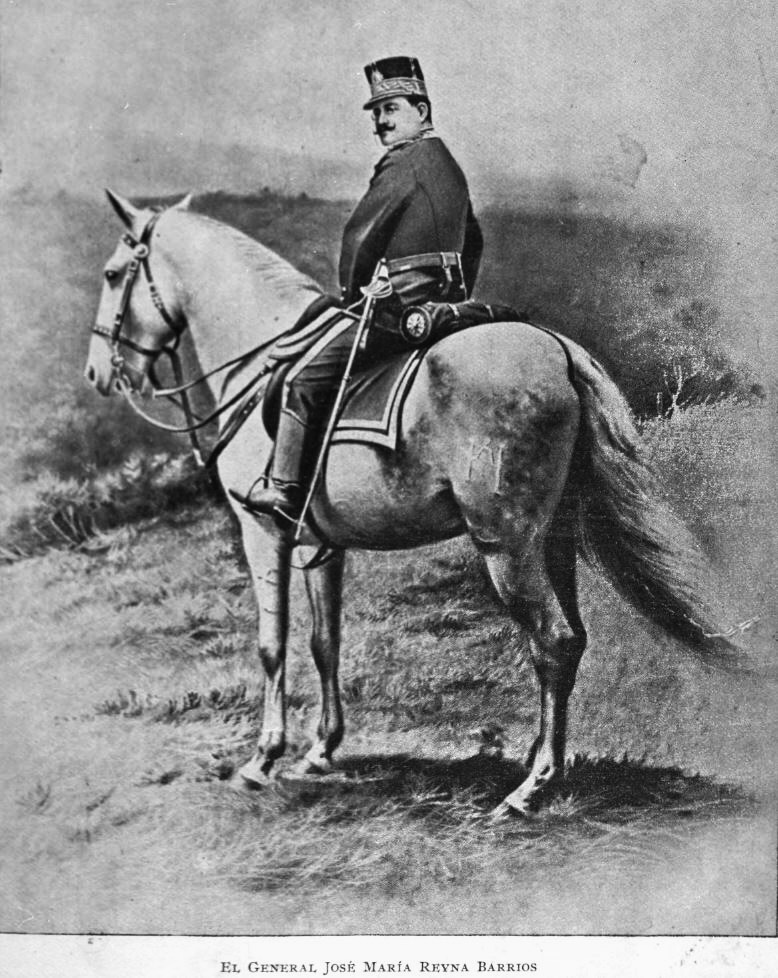
Primera fotografía instantánea hecha en Guatemala. Fue obra del fotógrafo Alberto G. Valdeavellano el 28 de junio de 1896 y muestra al presidente durante unos ejercicios militares en el Campo de Marte.

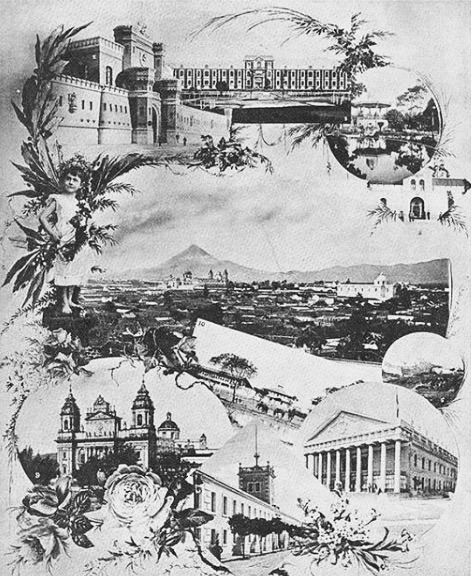
Afiche promocional de la Ciudad de Guatemala durante el gobierno de Reina Barrios.

Durante su gobierno emprendió el embellecimiento de la Ciudad de Guatemala, a la que dotó de avenidas, alamedas y monumento siguiendo el ejemplo de París. De sus obras, aún se conservan el «Paseo de la Reforma» y el  «Parque Concordia». Además se edificaron o remodelaron hermosos edificios como el Palacio Presidencial, que lamentablemente fueron destruidos, en su mayoría, por los célebres terremotos de 1917–18. Se dio un mejoramiento del Parque Reina Barrios ubicado en el Paseo de la Reforma (con la construcción del Pabellón de la Exposición Centroamericana y la colocación de varias esculturas de animales provenientes de Europa) y se construyó el edificio de la Propiedad Inmueble, hoy en día Museo Nacional de Historia, en el centro de la Ciudad de Guatemala.

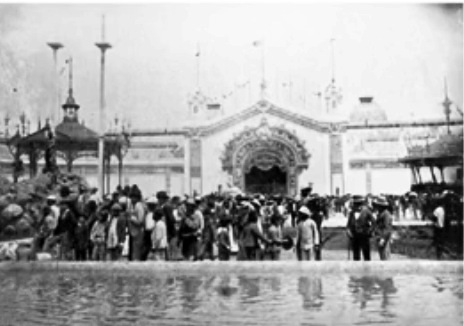
Salón de la Exposición Centroamericana de 1897.

El poder de los terratenientes sobre los campesinos en las fincas cafetaleras se acentuó bajo su mandato, pero la entrada de Brasil al mercado del café, que para entonces ya era el cultivo fundamental de los gobiernos y terratenientes liberales, fue un factor determinante en la caída de la economía guatemalteca. En marzo de 1897, coincidiendo con el inicio de la Exposición Centroamericana la revista cultura La Ilustración Guatemalteca  publicó un análisis detallado de la situación económica de Guatemala. En ese momento, la cesación del alza de los precios de los valores públicos se había convertido en un descenso rápido y desconsolador, y existía una paralización completa en los negocios por carencia casi absoluta de efectivo, situación muy grave que estaba empezando a afectar el comercio, la agricultura, la industria y demás fuentes de riqueza.  Las causas de este serio problema eran el excesivo desarrollo que el gobierno había dado a necesidades ficticias -o sea, el embellecimiento de la Ciudad de Guatemala y la realización de la Exposición Centroamericana- sin haber tomado en cuenta el verdadero estado de las cuentas nacionales.  Se consideraba para entonces que la única solución era una austeridad completa con un plan de economías y la abstención absoluta de todo dispendio innecesario y se temía que se llegara a una bancarrota estatal.
Durante el gobierno de Reina Barrios Guatemala había alcanzado algunos progresos en el orden intelectual, sobre todo en ideas escritas. Un gran número de periódicos se publicaban en la capital y en numerosas poblaciones de la república, aún en algunas predominantemente indígenas y que apenas eran algo más que aldeas. En los comienzos de su gobierno, le dio un impulso poderoso a la enseñanza. Las escuelas normales fueron objeto de sus atenciones y su trabajo, aunque no tuvo tiempo de culminar esta obra. Al final de su primer año de gobierno, el presidente hizo una visita de pueblos y recogió muchos muchachos de las escuelas públicas de los pueblos y a los mejores les dio becas para la Escuela Normal de la Antigua. Esta escuela funcionó en los conventos de San Sebastián y luego en el de la Compañía de Jesús. El 21 de marzo de 1893 el decreto legislativo 193 dispuso que las juntas directivas de las facultades de la Universidad Nacional serían nombramientos del ejecutivo lo mismo que los catedráticos de las escuelas facultativas. Las facultades no procederían a elegir sus juntas directivas, ni podían sacar cátedras a oposición. En 1897, debido a la crisis económica derivada del embellecimiento de la infraestructura y el fracaso de la Exposición Centroamericana, Reina Barrios empezó a ahorrar en educación, cerrando las escuelas y la Universidad Nacional.
En 1896, Reina Barrios convocó a un concurso para crear el Himno Nacional de Guatemala. De este nuevo concurso salió premiada la obra de Rafael Álvarez Ovalle esta vez musicalizando un poema amparado con el seudónimo de "Anónimo". Hubo descontento entre los que no ganaron, quienes hicieron llegar su queja hasta el primer mandatario. Reina Barrios, en presencia de los miembros de su gabinete y otras personalidades y maestros de arte musical, volvieron a escuchar todas las composiciones que compitieron en el concurso, habiendo salido electa nuevamente por unanimidad, la del maestro Rafael Álvarez Ovalle. El autor de la letra del Himno Nacional, permaneció en el más profundo misterio hasta 1910 en que se descubrió que su autor era el poeta cubano José Joaquín Palma, pues este reveló su secreto, antes de morir, de que él era el autor de la letra del himno de Guatemala. El estreno del Himno Nacional tuvo lugar en el acto lírico literario celebrado en el Teatro Colón la noche del domingo 14 de marzo de 1897, como uno de los principales puntos del programa de festejos de la Exposición Centroamericana, habiendo sido condecorado con medalla de oro y diploma de honor el maestro Rafael Álvarez Ovalle.
Influyó en la política centroamericana, organizando la primera Exposición Centroamericana en 1897 y presionó a Ponciano Leiva para que dejara la presidencia de Honduras ganada en un golpe de Estado; ese mismo año permitió el regreso del Arzobispo Ricardo Casanova y Estrada, que había sido expulsado casi diez años antes por el presidente Manuel Lisandro Barillas Bercián.
El periódico La República, cuyos editores eran liberales pero se oponían a la política económica del gobierno, escribían fuertes editoriales en su contra ya que consideraban que el presidente estaba despilfarrando el erario nacional en la construcción de edificios suntuosos innecesarios, al mismo tiempo que estaba construyendo varias obras de infraestructura -como el Ferrocarril del Norte, el Ferrocarril de Iztapa y el proyecto de agua de Acatán, entre otras- mientras que la economía nacional sufría severamente por la caída del precio internacional del café -único artículo que se producía en Guatemala-.  El 27 de febrero de 1897, ese periódico publicó una alegoría al presidente en la que describe las razones de la severa crisis económica que vivía Guatemala en ese momento:
| «El nuevo Gerente no se echó a dormir, y procediendo sin tardanzas, ya en la tarde dejaba removido y cambiado todo el menaje de la oficina de Benvenuto. La modesta mesa con su cubierta de género verde que por largos años le sirviera para escribir, fue reemplazada por un magnífico aparato de nogal con chapas y tiradores de plata: la cómoda de cedro en que aquel guardaba sus ahorros, por una soberbia caja de hierro a prueba de fuego y contra toda maniobra de las que pone en uso el adelando moderno en cuestios de rapiña; la estera de Sonsonate que cubría el pavimento de la oficina, por una rica alfombra, de plumas de avestruz, en la que hundía el calzado; las demás prendas del mobiliario fueron sustituidas por otras de todo lujo, y así mismo, los libros, tinteros, lámparas, etc., etc.; y apareiendo instalados, por último en aquel humilde escritorio donde el diligente Benvenuto había manejado los negocios de su casa, sin auxiliares, ni boato, ni ruido, cuatro dependientes, sentados delante de otros tantos pupitres, esperando las órdenes de Pepino; y en la puerta de entrada, dos porteros de uniforme encargados de anunciar e introducir a los clientes. Un día después, la sala de recibo de la modesta casa era objeto de transformación: la estera de tul de Sonsonate fue destinada al fuego y el mobiliario a una almoneda; en cambio tomaron puesto magnífica alfombra de Turquía; mesas con ricos mármoles, tallados en Francia; jarrones de porcelana de Sevres; sillas y confidentes, última importación de Rusia; [...] y un cúmulo de baratijas, todas valiosas, de esas que han venida a ser de necesidad imprescindible en un Parlor de gran tono. Habían transcurrido apenas ocho días y ya Pepino dejaba arrasado un depósito de alguna entidad perteneciente a Benvenuto en el Banco Internacional; había tomado por entero un crédito en blanco en el mismo establecimiento; había contraído deudas por más de veinte mil pesos y andaba en solicitud de más dinero que ya la desconfianza le negaba, para llevar a cabo la transformación que en su delirante cerebro había imabinado llevar a cabo en los negocios de la casa y en el modo de ser de la familia.» —Tomado del artículo de "Claro" La República 27 de febrero de 1897 |

Luego de la fracasada exposición de 1897, el gobierno provocó una baja en la cantidad de moneda de plata circulante cuando relevó a los bancos de Guatemala de pagar en moneda corriente de oro o plata, facultándolos para hacerlo con sus propios billetes, de los que existían entonces alrededor de 10 millones de pesos en circulación. Por otro decreto posterior, dispuso el cambio gradual por plata de los propios billetes en los primeros meses de 1898, pero esto no llegó a cumplirse debido a su asesinato en febrero de ese año.
Por decreto de 24 de abril de 1897, la Asamblea Nacional Legislativa prorrogó sus sesiones por el tiempo que fuera necesario. Cuatro días más tarde, y unos pocos antes de ser disuelta por el presidente, por decreto número 360 de 28 de abril, nombraba primer y segundo designados a la presidencia, respectivamente, al licenciado Manuel Estrada Cabrera y al general Manuel Soto. Luego de disolver a la Asamblea, convocó a una nueva Asamblea Constituyente en agosto de 1897, la cual prorrogó su mandato por otros cuatro años. La prórroga forzada del gobierno de Reina creó descontento entre la población guatemalteca, que se dio cuenta de que las intenciones del gobernante ya no eran únicamente el progreso del país. Se dieron protestas y el 7 de septiembre insurrectos tomaron los cuarteles y las oficinas públicas de San Marcos y marcharon rumbo a Quetzaltenango con un ejército improvisado formado por trabajadores, comerciantes y profesionales. Los líderes del movimiento, Juan Aparicio, hijo (acaudalado filántropo), y Sinforoso Aguilar (alcalde primero de Quetzaltenango), fueron traicionados por un supuesto amigo y entregados a los militares leales a Reina Barrios. El Presidente ordenó fusilarlos el 13 de septiembre sin previo juicio. La sociedad quetzalteca suplicó al presidente que los condenados no fueran fusilado, a lo que Reina Barrios finalmente accedió y pidió a su Ministro de Gobernación Estrada Cabrera que telegrafiara el mensaje. El Ministro -que también era quetzalteco y tenía una querella personal con Aparicio-, retrasó el envío del telegrama, el cual llegó a su destino después de la muerte de Aparicio. Aparentemente, Estrada Cabrera tenía un problema personal con Aparicio por no haber logrado apoderarse de la Empresa Eléctrica de Quetzaltenango, y aprovechó la circunstancia para eliminarlo. Al darse cuenta, Reina Barrios envía a Estrada Cabrera a Costa Rica a una comisión diplomática; al regresar de ese país, Estrada Cabrera fue removido como Secretario de Gobernación.

## Asesinato

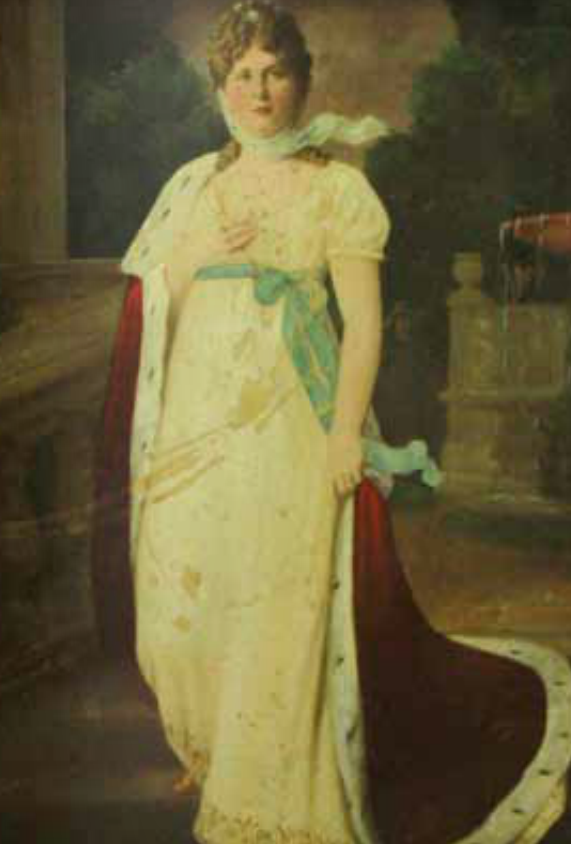
Algeria Benton, en el retrato oficial del Palacio de gobierno. La señora Benton de Reina Barrios estaba distanciada de su esposo al momento de la muerte de este.

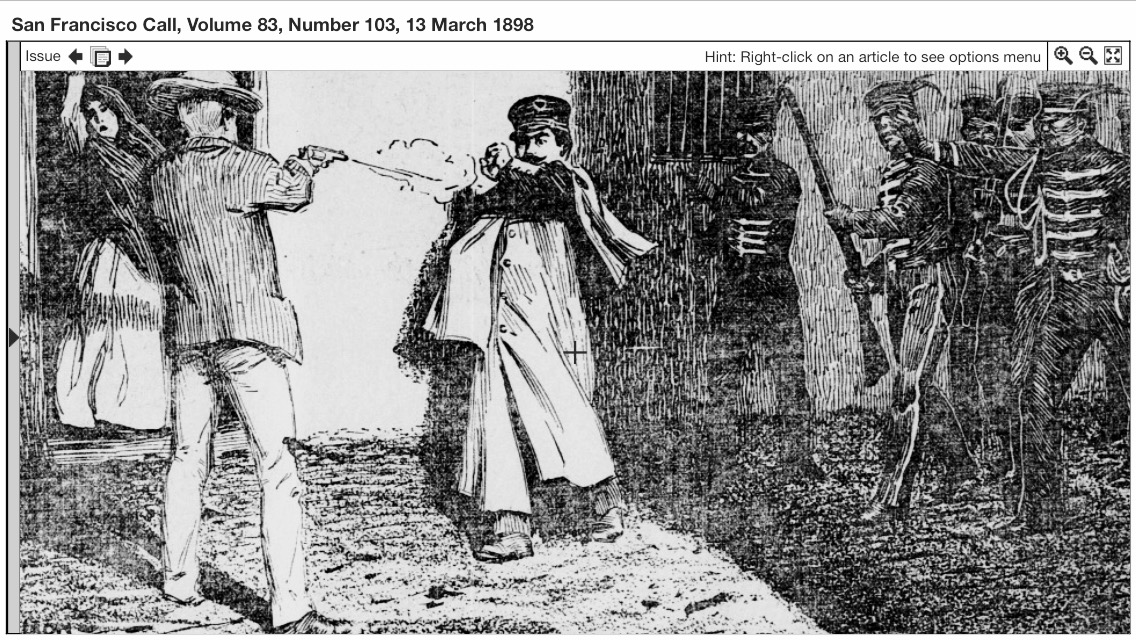
Momento en el que Edgar Zollinger le dispara a Reina Barrios el 8 de febrero de 1898.

Durante su gestión, Reina Barrios se preocupó por la cultura de Guatemala, llevando a Guatemala a varias compañías de teatro. El 8 de febrero de 1898, cuando se dirigía visitar a una de las actrices de dichas compañías llamada Josefina Roca, fue asesinado por Edgar Zollinger, ciudadano británico de origen suizo y que radicaba en Guatemala, en donde trabajaba para Juan Aparicio, hijo en las fincas que este tenía en Quetzaltenango. Curiosamente, el presidente fue asesinado a las 8 de la noche, en la 8 calle, frente a la casa número 8, nomenclatura antigua. Por su parte, Zollinger, fue muerto a golpes por la policía a pocas cuadras de donde había ocurrido el crimen. Cuando el cadáver de Zollinger yacía tendido en la esquina de la 10a. Calle y 5a. Avenida, se acercó el gendarme Emilio Ubico y apartando a los curiosos disparó un tiro a la cabeza del cadáver. A partir de ahí a Ubico se lo conoció como el matamuertos
Se ha sugerido que el licenciado Manuel Estrada Cabrera, entonces primer designado para la presidencia, persuadió a Zollinger para ejecutar el crimen, pero no hay prueba absoluta de ello. Es esta acusación simplemente una campaña de desprestigio contra Estrada Cabrera, que fue difundida en 1905, cuando este impulsó su primera reelección.  Por otro lado, otra hipótesis apunta a que el asesinato fue perpetrado a modo personal por Zollinger en venganza por el fusilamiento de don Juan Aparicio, que había sido su benefactor cuando llegó a Guatemala.
El General Reina Barrios fue sepultado en las catacumbas de la Catedral Metropolitana de la Ciudad de Guatemala, con autorización del arzobispo Ricardo Casanova y Estrada, a pesar de que Reina Barrios era un masón de alto grado ya que Reina Barrios había permitido el retorno del arzobispo a Guatemala el 19 de marzo de 1897, tras casi diez años de exilio.

### Destino de su familia tras su muerte

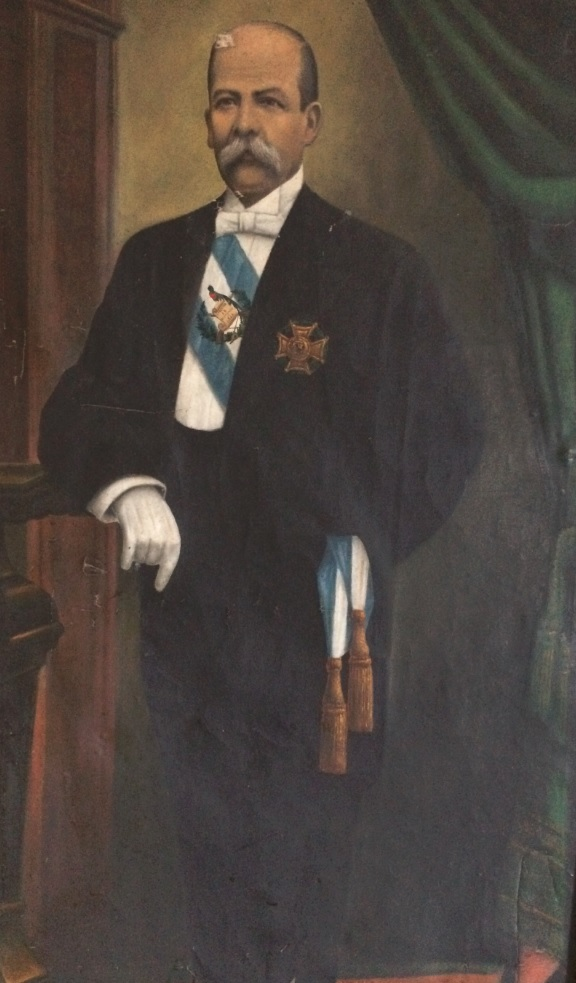
Licenciado Manuel Estrada Cabrera, presidente de Guatemala de 1898 a 1920. Era el Primer designado a la Presidencia cuando murió el presidente Reina Barrios en 1898.

Para 1898, la relación entre Reina Barrios y Argelia Benton era fría y distante y lo había sido por más de un año; pero la señora estaba encinta de seis meses cuando ocurrió el asesinato. Durante una visita del médico, el general Reina Barrios le hizo ver que los problemas que la aquejaban no eran por el embarazo, sino por su alcoholismo, dejándole claro al médico que el hijo de la señora Reina Barrios no era del presidente. 
Tras la muerte de su esposo, Algeria Benton perdió la razón y regresó a los Estados Unidos dejando asuntos sin resolver en Guatemala; su lujosa residencia ubicada sobre el Paseo 30 de junio, Villa Algeria, quedó abandonada por mucho tiempo. Marchó ya con una bebé en brazos, a quien puso por nombre Consuelo. Regresó a Nueva Orleans, y empezó a abusar de alcohol y drogas recreativas, llegando a estar arrestada en Londres y Nueva York, acusada de intoxicación. Su relación con su hija fue tan distante que el New Orleans Times Picayune reportó que la viuda había abandonado a su hija en las escaleras de la iglesia de la Magdalena en París. A consecuencia del mal estado de salud de la viuda, además de su drogadicción y alcoholismo, Consuelo fue ingresada en un convento en la ciudad de Londres, por órdenes del Ministro de Guatemala en Londres, José Tible Para el año nuevo de 1910, Algeria Benton ingresó en el Asilo Touro-Shakespeare en Nueva Orleans, sin un centavo y casi ciega.
Consuelo Reina Barrios vivió bajo la tutela del presidente Manuel Estrada Cabrera quien había instruido a José Tible que la enviara a vivir a un convento en Inglaterra: la escuela de la abadía de St Mary en Hendon, Middlesex. Hasta allá iba su madre a visitarla de vez en cuando acompañada de una enfermera que la cuidaba, pues para entonces la señora Benton de Reina estaba ya inmersa en un grave problema de drogadicción y alcoholismo. Algeria Benton vivió sus últimos años en Nueva Orleans y murió 20 de abril de 1915, mientras visitaba a unos amigos en Biloxi, Misisipi.  Para entonces, Consuelo ya había regresado a Guatemala, y allí se enfermó gravemente de gripe española tras los terremotos de 1917 y 1918 y fue enviada a Nueva Orleans, Estados Unidos en 1918, pues allí vivía su abuela, C.B. Wheeler. Allí murió el 8 de junio de 1919, sin haberse recuperado de su enfermedad.